# Татарское Адаево
Татарское Адаево — деревня в составе  Аксёльского сельского поселения Темниковского района Республики Мордовия.

## География
Находится на расстоянии примерно 13 километров на восток от районного центра города Темников.

## История
Упоминается с 1614 года. В 1869 году она была учтена как казенная (татарская часть) и владельческая (русская часть) деревня Краснослободского уезда из 80 дворов.

## Население
Постоянное население составляло 90 человек (татары 96%) в 2002 году, 74 в 2010 году .